# Назимов, Семён Иванович
Семён Иванович Назимов (18 декабря 1870 — 1918) — русский офицер, организатор движения «потешных».

## Биография
Сын сотрудника Государственного банка И. И. Назимова. Православный.
Образование получил в 1-м кадетском корпусе.
В службу вступил 30.08.1889. Окончил 2-е военное Константиновское училище (1891). Выпущен подпоручиком в 138-й пех. Болховский полк.
С 1895 года — поручик (ст. 05.08.1895). Штабс-капитан (ст. 06.05.1900). капитан (ст. 05.08.1903).
На 1 января 1909 года — капитан лейб-гвардии Семёновского полка.
С 1910 года — полковник (ст. 06.12.1910). На 01.08.1916 года в том же чине и полку.
Организатор детского движения «потешных».
Во время Первой мировой войны был комендантом этапного пункта на станции Ново-Свенцяны.
Убит во время революции в Киеве.
Брат Назимов П. И. (05.01.1868 — 03.05.1933) — полковник, при Временном правительстве командовал всеми запасными частями Петрограда. В эмиграции в Польше. Умер в Гданьске.

## Награды
- Орден Св. Станислава 2-й ст. (1910);
- Орден Св. Анны 2-й ст. (1913).

## Сочинения
- Русское потешное войско : История его происхождения и развития : Теория и практика дела в наши дни / С. И. Назимов и И. В. Яцко. — М.: тип. т-ва И. Д. Сытина, 1911.